# سمير أبو غزالة
سمير سليم أحمد أبو غزالة واسمه الحركي الحاج طلال (وُلد في 27 يونيو 1945) سياسي ودبلوماسي فلسطيني، كان سفيرًا لفلسطين لدى قبرص واليونان، وعضوًا في المجلس الثوري لحركة فتح بين عامي 2009 و2016.

## حياته
عمل أبو غزالة رئيسًا لمكتب ممثلية منظمة التحرير الفلسطينية لدى قبرص بعد حرب لبنان عام 1982، ولاحقًا بعد اعتراف قبرص بدولة فلسطين عام 1988. عمل مفوضًا عامًا لدولة فلسطين لدى قبرص حتى عام 2005.
ابتداءً من 31 أكتوبر 2005، أصبح أبو غزالة رئيسًا لمكتب تمثيل فلسطين لدى اليونان وفقًا لقرار (167) لسنة 2005. وفي 11 يناير 2006، سلّم أوراق اعتماده إلى وزير الخارجية اليوناني بتروس موليفياتيس.
لاحقًا لقرار اليونان رفع التمثيل الدبلوماسي للبعثة الدبلوماسية الفلسطينية إلى مكانة سفارة عام 2010. سلّم أبو غزالة أوراق اعتماده مباشرةً إلى الرئيس اليوناني في 15 فبراير 2011 سفيرًا لفلسطين. يُعد أول ممثل لفلسطين يُقدمها إلى الرئيس مباشرةً. استمر بالعمل حتى تقاعده عام 2013.

## أوسمة
في 2 فبراير 2015، قلده رئيس اليونان كارولوس بابولياس وسام درجة قائد في كتيبة الفينيق، والذي يُعد أعلى وسام تمنحه اليونان للمواطنين الأجانب؛ وذلك «تقديراً لدوره في تعزيز العلاقات اليونانية-الفلسطينية طيلة سنوات خدمته رئيساً للبعثة الدبلوماسية لفلسطين في أثينا.» تسلّم أبو غزالة الوسام من سفير اليونان لدى قبرص حيث يُقيم منذ تقاعده من السلك الدبلوماسي الفلسطيني في العاصمة القبرصية نيقوسيا.